# Onze-Lieve-Vrouw-Waver
Onze-Lieve-Vrouw-Waver (fr. Wavre-Notre-Dame) – dzielnica (deelgemeente) gminy Sint-Katelijne-Waver w Belgii, w Regionie Flamandzkim, w prowincji Antwerpia, w okręgu Mechelen. 1 stycznia 2020 roku liczyła 5613 mieszkańców. Do 31 grudnia 2018 samodzielna gmina.

## Demografia
Liczba mieszkańców, stan na 1 stycznia:
| Rok                | 1900 | 1930 | 2020 |
| ------------------ | ---- | ---- | ---- |
| Liczba mieszkańców | 3107 | 4004 | 5613 |